# Dagmar Leitner
Dagmar Leitner (* 30. November 1962) ist eine österreichische Theaterleiterin, Regisseurin und Schauspiellehrerin.

## Leben
Leitner beendete ihr Studium für Schauspiel am Konservatorium der Stadt Wien mit dem Diplomabschluss und absolvierte Zusatzausbildungen unter anderem in den Bereichen Regie, Theaterpraxis und Kostümkunde an der Universität Wien. Auslandserfahrungen vervollständigten ihre Ausbildung: Regieassistenz und Projektleitung am Théâtre Le Bateau Rouge in Paris und Shakespeares’ Impressions in London.
Dagmar Leitner unterrichtet am Musischen Zentrum Wien und übernimmt laufende Regiearbeiten bei Festivals. Sie ist Leiterin der „Wiener Neustädter Comedienbande“, mit der sie jährlich mehrere Aufführungen am Stadttheater Wiener Neustadt absolviert. In Wiener Neustadt ist sie seit September 1990 an der Volkshochschule in der Erwachsenenbildung beschäftigt. Seit 2014 ist sie Referentin an der Schauspiel Akademie Wiener Neustadt, in der sie junge Talente fördert.